# Leigh (Nebraska)
Leigh est un village du comté de Colfax, dans l'État du Nebraska, aux États-Unis. En 2020, il comptait une population de 435 habitants.